# Domingo Santa Cruz (bandoneonista)
Domingo Santa Cruz (Buenos Aires, 20 de diciembre de 1884-ídem 5 de agosto de 1931) fue un bandoneonista y compositor argentino. 
Una de las primeras leyendas del tango. Su padre fue unos de los introductores del bandoneón en Argentina y enseñó al joven Domingo a tocarlo. Empezó a actuar profesionalmente en los inícios del siglo XX con su conjunto y llegó a presentarse en Montevideo. Hizo algunas grabaciones.

## Composiciones
- El viejo
- A mi zaino
- Mi compadre
- Recuerdos
- Mamboretá
- Pirovano
- La indiada
- Hogar desecho
- Unión Cívica

- Datos: Q5812912